# Флеминг, Том
То́мас Дж. Фле́минг (англ. Thomas J. Fleming; 23 июля 1951, Лонг-Бранч — 19 апреля 2017, Верона) — американский легкоатлет, специалист по бегу на длинные дистанции и марафону. Двукратный победитель Нью-Йоркского марафона, победитель Кливлендского марафона, дважды серебряный призёр Бостонского марафона, участник Панамериканских игр в Сан-Хуане. Также известен как тренер по бегу.

## Биография
Том Флеминг родился 23 июля 1951 года в городке Лонг-Бранч штата Нью-Джерси. Детство провёл в соседнем Блумфилде, увлёкся бегом на длинные дистанции во время обучения в Блумфилдской старшей школе. Был известен своими изнурительными тренировками, каждую неделю пробегал по шоссе от 110 до 150 миль.
Первого серьёзного успеха в своей спортивной карьере добился в сезоне 1973 года, когда одержал победу на Нью-Йоркском марафоне и занял второе место на Бостонском марафоне, уступив на финише только соотечественнику Джону Андерсону. Год спустя вновь был вторым на Бостонском марафоне — на этот раз его обогнал ирландец Нил Кьюсак.
В 1975 году Флеминг вновь выиграл марафон в Нью-Йорке, тогда как в Бостоне стал третьим, установив при этом личный рекорд 2:12:05. Пытался пройти отбор в основной состав американской национальной сборной для участия в летних Олимпийских играх 1976 года в Монреале, но на отборочных соревнованиях показал лишь пятый результат.
В 1976 году финишировал шестым на Бостонском марафоне, двенадцатым на Нью-Йоркском марафоне и четвёртым на Фукуокском марафоне, а также стал чемпионом США в 30-километровом шоссейном забеге.
В 1978 году добавил в послужной список победу на Кливлендском марафоне.
Последний раз показал сколько-нибудь значимый результат в марафонском беге в сезоне 1979 года, когда прибежал к финишу четвёртым на марафоне в Бостоне и шестым на Панамериканских играх в Сан-Хуане.
Завершив карьеру профессионального спортсмена, занялся тренерской деятельностью. В период 1991—1997 годов работал тренером по бегу на длинные дистанции в легкоатлетической сборной США, в течение 12 лет возглавлял основанную в Блумфилде команду по легкоатлетическому кроссу, которая под его руководством трижды побеждала на американских национальных первенствах по кросс-кантри (1990, 1991, 1992). Отмечен множеством наград, член нескольких беговых залов славы, в частности в 2014 году введён в Национальный зал славы дистанционного бега.
Умер от сердечного приступа 19 апреля 2017 года во время легкоатлетических соревнований в Вероне в возрасте 65 лет.